# Gula linjen (Stockholms tunnelbana)

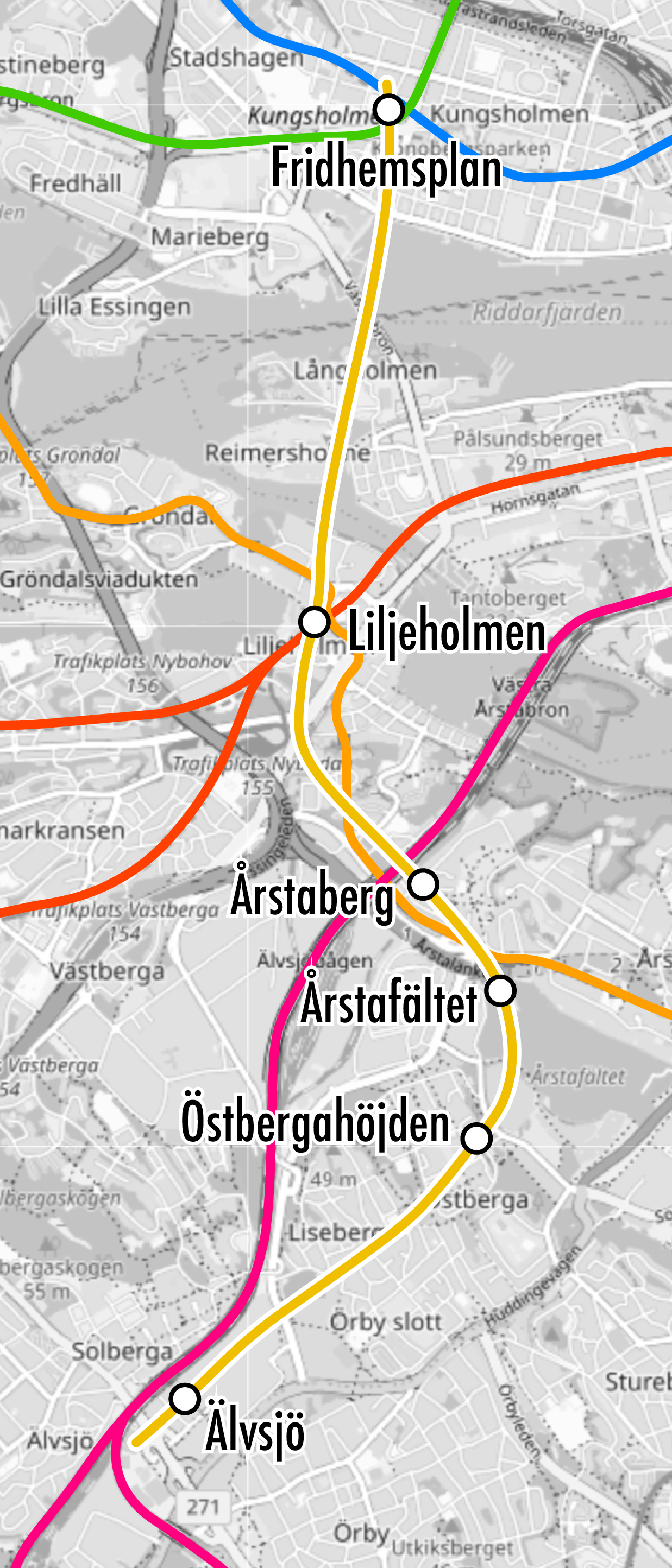
Linjens och stationers placeringar i förhållande till övriga spårtrafiklinjer

Gula linjen är en planerad ny del av Stockholms tunnelbana. Den nya banan är tänkt att gå från Fridhemsplan, via Liljeholmen, Årstaberg, Årstafältet och Östbergahöjden till Älvsjö. Byggstart planeras till 2025 med en byggtid på ca 9 år.
Linjen planeras byggas väldigt annorlunda än de befintliga linjerna i Stockholm. Till följd av detta kommer linjen inte ha några spårkopplingar med övriga linjer. Plattformarna kommer utformas för 70 meter långa tåg, hälften så långa som på övriga linjer. Linjen kommer även - i likhet med Köpenhamns metro - planeras för automatisk drift och byggas med tunnelborrmaskin.
Stationen vid bostadsområdet Östberga var ursprungligen tänkt att heta ”Östberga", men i april 2024 bestämdes det att stationen ska heta "Östbergahöjden", för att undvika förväxling med stationen Östberga på Roslagsbanans gren mot Näsbypark.